# 元町 (所沢市)
元町（もとまち）は、埼玉県所沢市の地名。郵便番号は359-1121。

## 地理
所沢市中心市街地に位置し、寿町・西住吉・星の宮・金山町・宮本町・有楽町と隣接する。所沢駅と西所沢駅の直線上のほぼ中間にあり、所沢市立所沢小学校、公共複合施設「所沢ハーティア」が所在するなど、所沢市のかつての中心地であった。

### 高層マンション
元町を含む旧・所沢町は、高層マンションの建築ラッシュである。既に『ライオンズプラザ所沢』、『コスモ所沢グランステージ』、『フォーラスタワー所沢』、『クレアシティ所沢』、『コスモガーデンズ所沢』および『ローレルコート所沢元町』などの高層マンションが立地しており、所沢市の人口急増地区になっている。
また、かつての市営元町駐車場、中央公民館の跡地に『元町北地区再開発事業』が進められ、大規模公共施設（4階建て、所沢市中央公民館、所沢市中央図書館元町分室、イベントホール、所沢商工会議所他）、高層マンション（12階建て）、公共駐車場（地下1階〜3階の部分）、東川の貯水施設（地下2階〜3階の部分）からなる「ハーティア所沢」が2010年4月にオープンした。

### 河川
- 東川 - 北側に隣接する宮本町、有楽町との境に東川が流れ、「琴平橋」ほか全3橋が架かっている。

## 歴史

### 沿革
- 江戸時代 - この辺りは上宿・中宿と呼ばれ、河原宿（現在の宮本町付近）から江戸四谷への道が整備され、東（江戸街道）・西（秩父道）・南（府中・八王子方面）・北（川越方面）へ延びる主要道路の中継地として繁栄した。
- 1889年（明治22年）4月1日 - 町村制施行に伴い、所沢町の町域となる。
- 1943年（昭和18年）4月1日 - 所沢町が荒幡村・小手指村・富岡村・山口村・松井村と合併し、一帯が所沢町大字所沢本町・元幸町となる。
- 1968年（昭和43年）8月1日 - 所沢市大字所沢の南部の住居表示実施により、本町・元幸町地区に元町が誕生。

### 主な出来事
- 2016年（平成28年）2月8日 - 高層マンションで火災。けが人は出なかったが火元の15階まではしご車が届かず消火が難航した[5]。

## 世帯数と人口
2017年（平成29年）9月30日現在の世帯数と人口は以下の通りである。
| 町丁 | 世帯数    | 人口    |
| ---- | --------- | ------- |
| 元町 | 1,543世帯 | 3,542人 |

## 小・中学校の学区
市立小・中学校に通う場合、学区は以下の通りとなる。
| 番地 | 小学校             | 中学校             |
| ---- | ------------------ | ------------------ |
| 全域 | 所沢市立所沢小学校 | 所沢市立所沢中学校 |

## 交通

### 鉄道
- 西武鉄道
  - 西武新宿線・航空公園駅下車
  - 西武新宿線・西武池袋線 所沢駅下車　
  - 西武池袋線・西武狭山線 西所沢駅下車

### バス
- 西武バス
  - ところバス　吾妻循環線・山口循環線
    - 中央公民館下車

### 道路
元町交差点
- 埼玉県道6号川越所沢線
- 埼玉県道・東京都道179号所沢青梅線

## 施設
- 所沢ハーティア
  - 所沢市役所所沢まちづくりセンター（旧所沢出張所・中央公民館）
  - 所沢図書館所沢分館
  - 所沢商工会議所
- 野老澤町造商店
- 所沢市立所沢小学校
- 所沢保育園
- 所沢富士幼稚園
- 琴平公園[7]
- 所沢元町郵便局
- 高層分譲マンション群
  - フォーラスタワー所沢ほか
  - ライオンズクオーレ所沢元町
- 実蔵院 - 真言宗豊山派の寺院。武蔵野三十三観音霊場第9番札所。